# Armin Holicki
Armin Holicki (* 11. Dezember 1936; † 19. Juni 2008 in Wernigerode) war ein deutscher Wirtschaftswissenschaftler und Kommunalpolitiker für Die Linke.

## Leben
Armin Holicki promovierte 1965 an der Karl-Marx-Universität Leipzig zum Doktor der Wirtschaftswissenschaft (Dr. sc. oec.) mit einer Dissertation zum Thema Probleme des Nationaleinkommens und seines wichtigsten Bestandteils, des Gewinns. Unter bes. Berücks. d. Nutzeffekts d. produktiv verausgabten gesellschaftl. Arbeit sowie d. Beziehung zu d. produktiven Fonds u. zum Freisetzungseffekt. Er wirkte u. a. an der Technischen Hochschule „Carl Schorlemmer“ Leuna-Merseburg. Später habilitierte er sich, publizierte weitere finanzwissenschaftliche Werke, setzte sich in Wernigerode zur Ruhe und war dort seit 1999 bis zu seinem Tod als Kommunalpolitiker tätig.
Holicki war mit der Wirtschaftswissenschaftlerin Gisela Holicki, geb. Ziesemer oder Wolff, verheiratet und war Vater zweier Kinder.

## Politik
Armin Holicki war Mitglied der Partei Die Linke. Von 1999 bis zu seinem Tod 2008 war er Mitglied im Stadtrat Wernigerode, von 2004 bis 2007 Mitglied des Kreistages im Landkreis Wernigerode. 2002 kandidierte Armin Holicki als Direktkandidat für die PDS im Wahlkreis 17 (Wernigerode und Oberharz) zu den Landtagswahlen Sachsen-Anhalt.
Im Stadtrat Wernigerode wurde sein 2001 vorgelegtes Konzept für ein Sportzentrum inklusive moderner Kegelanlage am Gießerweg in Wernigerode realisiert. Ferner war er Aufsichtsrat der Stadtwerke Wernigerode.
| Personendaten    | Personendaten                                              |
| ---------------- | ---------------------------------------------------------- |
| NAME             | Holicki, Armin                                             |
| KURZBESCHREIBUNG | deutscher Wirtschaftswissenschaftler und Kommunalpolitiker |
| GEBURTSDATUM     | 11. Dezember 1936                                          |
| STERBEDATUM      | 19. Juni 2008                                              |
| STERBEORT        | Wernigerode                                                |